# NGC 1987
NGC 1987 (còn được gọi là ESO 56-SC131) là cụm sao phân tán hoặc cụm sao cầu nằm trong chòm sao Sơn Án (Mensa) và một phần của Đám mây Magellan Lớn. Nó được John Herschel phát hiện vào ngày 3 tháng 11 năm 1834. Cấp sao biểu kiến của nó là 12,1 và kích thước của nó là 1,7 phút cung. Nó được cho là khoảng 600 triệu năm tuổi và có một lượng đáng kể các ngôi sao già đỏ.

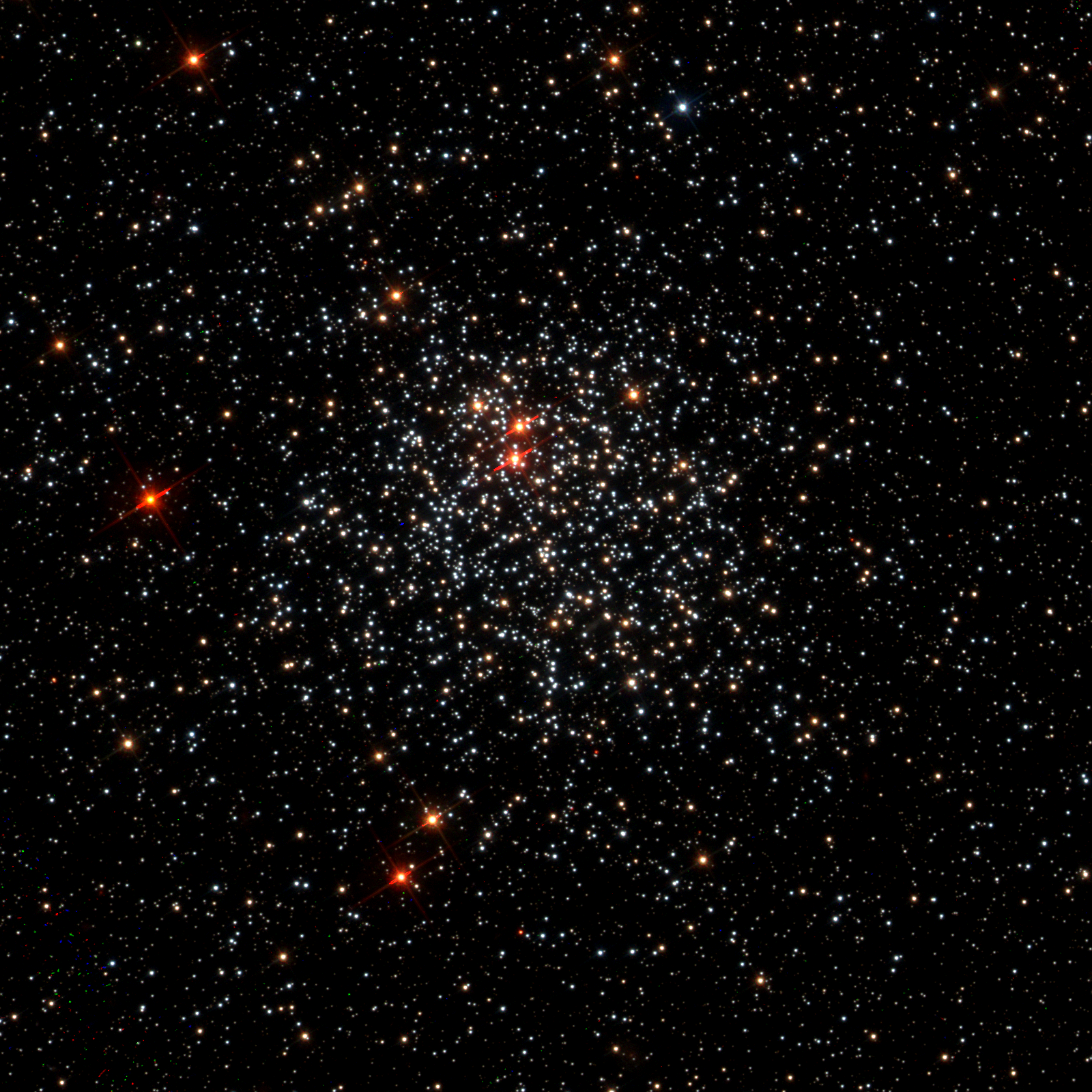
NGC 1987 do Kính viễn vọng không gian Hubble chụp.